# Сельское поселение Колтовское
Сельское поселение Колтовское — бывшее (до 2015) муниципальное образование со статусом сельского поселения в упразднённом Каширском муниципальном районе Московской области России.

## Общие сведения
Образовано в ходе муниципальной реформы, в соответствии с Законом Московской области от 28.02.2005 года № 71/2005-ОЗ «О статусе и границах Каширского муниципального района и вновь образованных в его составе муниципальных образований».
Административный центр — деревня Тарасково.
Администрация поселения располагалась по адресу: 142943, Московская область, Каширский район, д. Тарасково, ул. Комсомольская, д. 24.
Упразднено 11 октября 2015 в связи с преобразованием Каширского муниципального района в городской округ.

## Население
| 2006  | 2007  | 2008  | 2009  | 2010  | 2011  |
| ----- | ----- | ----- | ----- | ----- | ----- |
| 3033  | ↘2858 | ↘2851 | ↘2843 | ↗2910 | ↗2987 |
| 2012  | 2013  | 2014  | 2015  |       |       |
| →2987 | ↗3002 | ↘2932 | ↘2897 |       |       |

## География
Располагалось в западной части Каширского района. Граничило с городским поселением Кашира и сельским поселением Базаровским, городским поселением Ступино Ступинского района, а также Ясногорским районом Тульской области. Площадь территории сельского поселения — 7510 га.

## Состав сельского поселения
В состав сельского поселения входили 12 населённых пунктов упразднённой административно-территориальной единицы — Колтовского сельского округа:
деревни Благово, Елькино, Колтово, Корыстово, Ледово, Ледовские выселки, Лиды, Малеево, Семенково, Стародуб, Тарасково, Умрышенка.